# I'm a Bluesman
Albums de Johnny Winter
Live in NYC '97
(1998)
I'm a Bluesman, paru en 2004, est le dix-septième album studio de Johnny Winter.

## L'album
Premier album studio de Johnny Winter depuis 12 ans. La plupart des titres de l'album sont soit des reprises, soit des titres composés pour lui.

## Les titres de l'album
| No  | Titre                      | Durée |
| --- | -------------------------- | ----- |
| 1.  | I'm a Bluesman             | 4:12  |
| 2.  | Cheatin' Blues             | 3:22  |
| 3.  | I Smell Smoke              | 3:57  |
| 4.  | Lone Wolf                  | 3:29  |
| 5.  | So Much Love               | 3:22  |
| 6.  | The Monkey Song            | 6:13  |
| 7.  | Shake Down                 | 4:02  |
| 8.  | Sweet Little Baby          | 2:48  |
| 9.  | Pack Your Bags             | 4:04  |
| 10. | Last Night                 | 3:12  |
| 11. | That Wouldn't Satisfy      | 4:08  |
| 12. | Sugar Coated Love          | 4:00  |
| 13. | Let's Start All Over Again | 4:25  |

### Musiciens
- Johnny Winter : chant, guitares, guitare slide
- Paul Nelson : guitare rythmique
- Scott Spray : basse.
- James Montgomery : harmonica.
- Wayne June : batterie.

### Musiciens invités
- Selon le livret inclut avec l'album :
- Mike Welch – guitare rythmique sur (2, 3)
- Sal Baglio – guitare rythmique sur (4)
- Brad Hallen – basse
- Tommy MacDonald – basse sur (3, 4)
- Tom West - claviers sur (2)
- Reese Wynans – claviers sur (3)
- Tom Hambridge – batterie, percussions, chœurs

### Production
- Produit par Tom Hambridge et Dick Shurman.
- Coproduit par Johnny Winter.
- Enregistré par Ducky Carlisle
- Mixé par David Axelbaum et Dick Shurman.
- A&R – David J. Wolter.
- Masterisé par Greg Calbi
- Conception du CD par Kirk Richard Smith Direction créative Sean Mosher Smith

## Informations sur le contenu de l'album
- Tom West joue des claviers sur Cheatin' Blues.
- Reese Wynans joue des claviers sur I Smell Smoke.
- Mike Welch joue de la guitare sur Cheatin' Blues et I Smell Smoke.
- Sal Baglio joue de la guitare sur Lone Wolf.
- Tommy MacDonald joue de la basse sur I Smell Smoke et Lone Wolf.
- I'm a Bluesman, Shake Down et Pack Your Bags ont été composés par Scott Spray et Paul Nelson pour Johnny Winter.
- Cheatin' Blues et Lone Wolf ont été composés par Tom Hambridge pour Johnny Winter.
- I Smell Smoke est une reprise du Jon Tiven Group de 1996.
- So Much Love a été composé par Jon Paris pour Johnny Winter.
- The Monkey Song est une reprise d'un titre de Ken Howell composé pour Charles Walker (1999).
- Last Night est une reprise de Freddie Scott de 2001.
- That Wouldn't Satisfy est une reprise de Hop Wilson de 1958.
- Sugar Coated Love est une reprise de Lazy Lester de 1965.